# Jane Sutherland
Jane Sutherland (ur. 26 grudnia 1853 w Nowym Jorku, zm. 25 lipca 1928 w Kew na przedmieściach Melbourne) – australijska malarka impresjonistyczna i pedagog, jedna z prekursorek malarstwa pejzażowego w tym kraju.

## Życiorys
Jane Sutherland urodziła się 26 grudnia 1853 w Nowym Jorku jako najstarsza z trzech córek rzeźbiarza okrętowego, George'a Sutherlanda i Jane Sutherland, z domu Smith, obojga Szkotów z pochodzenia; małżeństwo miało poza tym pięciu synów. Rodzina Sutherland powróciła do Szkocji przed wyjazdem do Sydney w 1864 roku. Później, w 1870 roku przeprowadziła się do Melbourne, gdzie zamieszkała przy 1 Lytton Street, Carlton. George Sutherland dostał pracę jako nauczyciel rysunku w miejscowym Departamencie Edukacji. W latach 1875–1878 wystawiał w Victorian Academy of Arts.
Jane Sutherland studiowała w National Gallery School of Design, najpierw pod kierunkiem Thomasa Clarka (w latach 1871–1875), a później Oswalda Rose Campbella (1877–1881) i Fredericka McCubbina (1886). Uczęszczała jednocześnie do szkoły malarskiej, w której kształciła się pod kierunkiem Eugena von Guerarda (1877) i George'a Folingsby (1882–1885). Uczestnictwo w zajęciach przez okres czternastu lat wskazuje na jej przekonanie co do studiów i wagę, jaką przywiązywała do swego zawodu. Doceniony został jej dorobek studencki; w październiku 1883 roku na dorocznej wystawie prac studenckich Sutherland otrzymała nagrodę im. Roberta Wallena w wysokości pięciu gwinei. Była bardzo lubiana przez swoich kolegów, została zaproszona przez Toma Robertsa i Fredericka McCubbina do ośrodka artystycznego Box Hill Camp, gdzie w 1887 roku namalowała Przeszkodę w Box Hill. W 1878 roku wystawiała w Victorian Academy of Arts, a później także w Australian Artists' Association, gdzie w 1887 roku w ramach Winter Exhibition zaprezentowała Przeszkodę w Box Hill (nr kat.32, cena 10 gwinei).
Od 1888 roku miała przez kilka lat wspólną pracownię z Clarą Southern i Jane Price w Grosvenor Chambers, przy 9 Collins Street w Melbourne, gdzie swoje studio miał również Tom Roberts; wszystkie trzy artystki ściśle współpracowały ze sobą często malując razem w plenerze w różnych miejscach w okolicach Melbourne. Sutherland malowała również z Tomem Robertsem, Frederickiem McCubbinem i Walterem Withersem w plenerach Heidelbergu, Eaglemont, Templestowe oraz Box Hill.
W 1894 roku została wybrana, jako jedna z pierwszych kobiet do Buonarotti Society. Była również jedną z dwóch pierwszych kobiet, które zostały wybrane w 1900 jako członkinie rady Victorian Artists' Society (drugą była May Vale). W latach 1899, 1903 i 1906 wysyłała swoje obrazy na wystawy federalne organizowane przez South Australian Society of Arts, a w 1907 roku do Australian Exhibition of Women's Work w Melbourne.
Jane Sutherland, Clara Southern, May Vale i Jane Price wystawiały również razem w Private Exhibition of Pictures, zorganizowanej w listopadzie 1905 roku w domu Fredericka McCubbina przy Shipley Street w South Yarra.
Wcześniej, w 1904 roku Jane Sutherland doznała łagodnego udaru mózgu. W kolejnych latach w poruszaniu się pomagał jej młodszy brat William, dzięki czemu mogła nadal tworzyć niewielkie prace olejne i pastele, w tym liczne pejzażowe widoki rzeki Yarra w okolicach Kew i Bellingham, sceny z jej ogrodu i intymne portrety. Jedną z prac pastelowych namalowanych w tym czasie, był Portret Margaret Sutherland jako młodej dziewczyny (ok.1905). Wspomagana przez kuzynkę i koleżankę Jean Goodlet Sutherland, również uczestniczyła w wystawach i udzielała lekcji sztuki. Śmierć brata w 1911 roku oznaczała kres jej możliwości jeśli chodzi o poruszanie się i kontynuowanie kariery artystycznej. W 1913 roku przeniosła się z siostrami, Julią i Jessie, do domu przy Highfield Grove w Kew, gdzie z powodu swego inwalidztwa spędziła resztę życia. Tam też zmarła 25 lipca 1928 roku. Została pochowana w sekcji prezbiteriańskiej Box Hill Cemetery.

## Twórczość i działalność
Sutherland była czołową artystką w grupie tych malarzy z Melbourne, którzy zerwali z XIX-wieczną tradycją pracy w studio na rzecz szkicowania i malowania bezpośrednio z natury. Towarzyszyła takim artystom, jak Roberts, McCubbin i Walter Withers pracując z nimi w plenerze w ośrodkach pozamiejskich (Alphington, Templestowe i Box Hill). Uznawana za czołową artystkę Heidelberg School.
Jej liryczne pejzaże, takie jak Dziewczyna w Paddock (ok. 1890), Zbieracze grzybów (ok. 1895) i Polowi naturaliści (ok. 1896) często przedstawiają kobiety wiejskie podczas pracy lub dzieci podczas zabawy w obrębie swojskiego krajobrazu.
Paleta Sutherland składała się ze zmieszanych błękitów, pigmentów spalonej słońcem ziemi, alizaryny i fioletu oraz ulubionych przez nią odcieni fiołkoworóżowych i purpurowych, rozwiniętych między innymi w dwóch ostatnich obrazach. Zakres kolorów, którymi charakteryzują prace Sutherland wyraźnie kontrastuje z bardziej naturalistyczną paletą barw stosowanych w czasie przez wielu jej kolegów, w tym w obrazie Robertsa Strzyżenie owiec i bywało często postrzegane jako odzwierciedlenie „kobiecej estetyki”; jednak może równie odzwierciedlać jej zainteresowanie artystycznymi eksperymentami i innowacjami. Inni artyści tego okresu, w tym McCubbin w późnym okresie swej twórczości oraz impresjoniści francuscy tworzyli obrazy o kolorystyce zdominowanej przez błękity, zgaszone fiolety i róże, które były postrzegane raczej jako innowacyjne, niż kobiece.
Takie obrazy jak Rozmarzenie (ok. 1895), są typowe dla jej prac o charakterze narracyjnym, z których wiele zostało namalowanych w delikatnych, pastelowych kolorach.
Sutherland, utalentowana artystka o zdecydowanych przekonaniach, stała się liderką i pionierką ruchu malarstwa plenerowego. Jej kariera została w szczytowym okresie przerwana w wyniku choroby. Trwałym dorobkiem Sutherland pozostała jej inspirująca rola w działaniach na rzecz poprawy pozycji zawodowej kobiet-artystek.

### Galeria prac

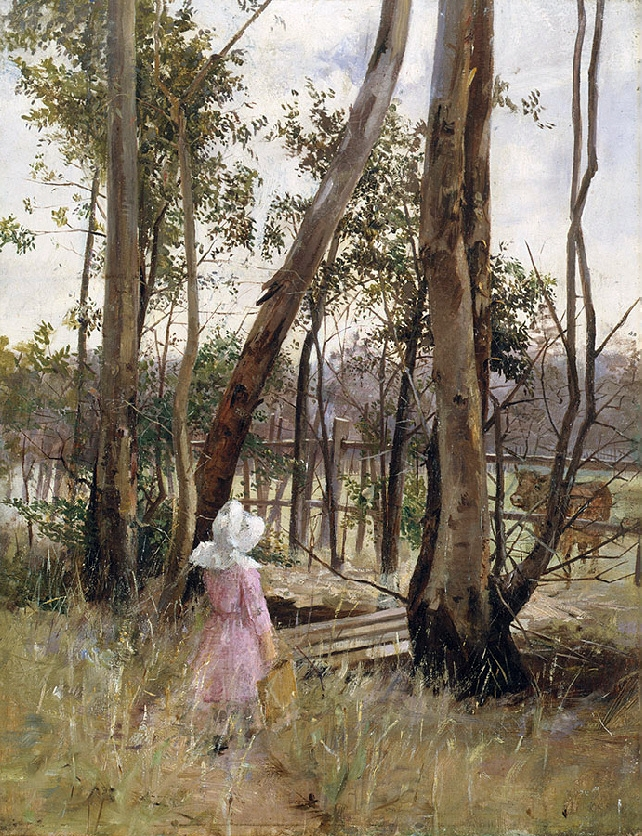
Przeszkoda w Box Hill, 1887, Art Gallery of Ballarat
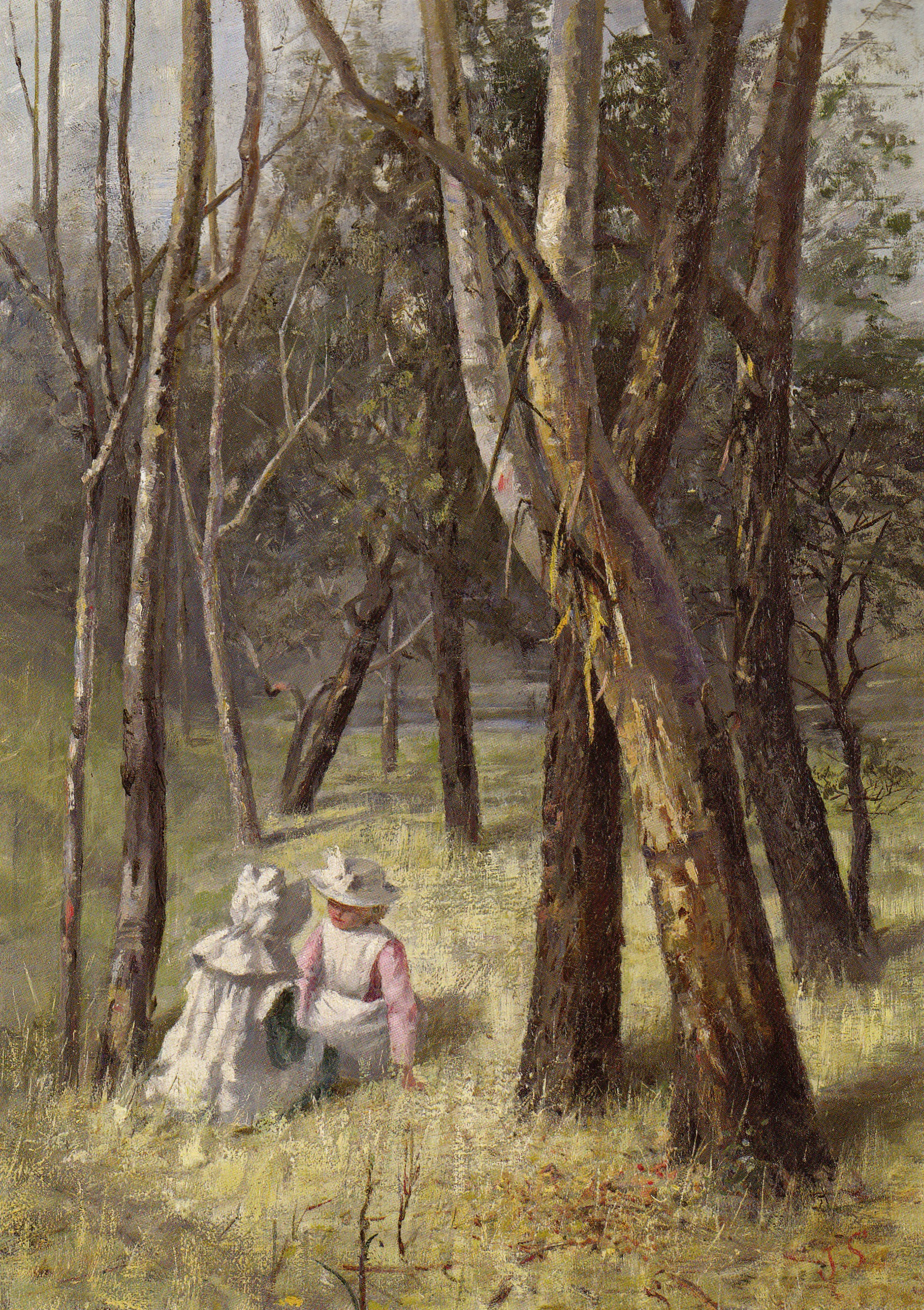
Małe kumoszki, 1888, Kerry Stokes Collection, Perth
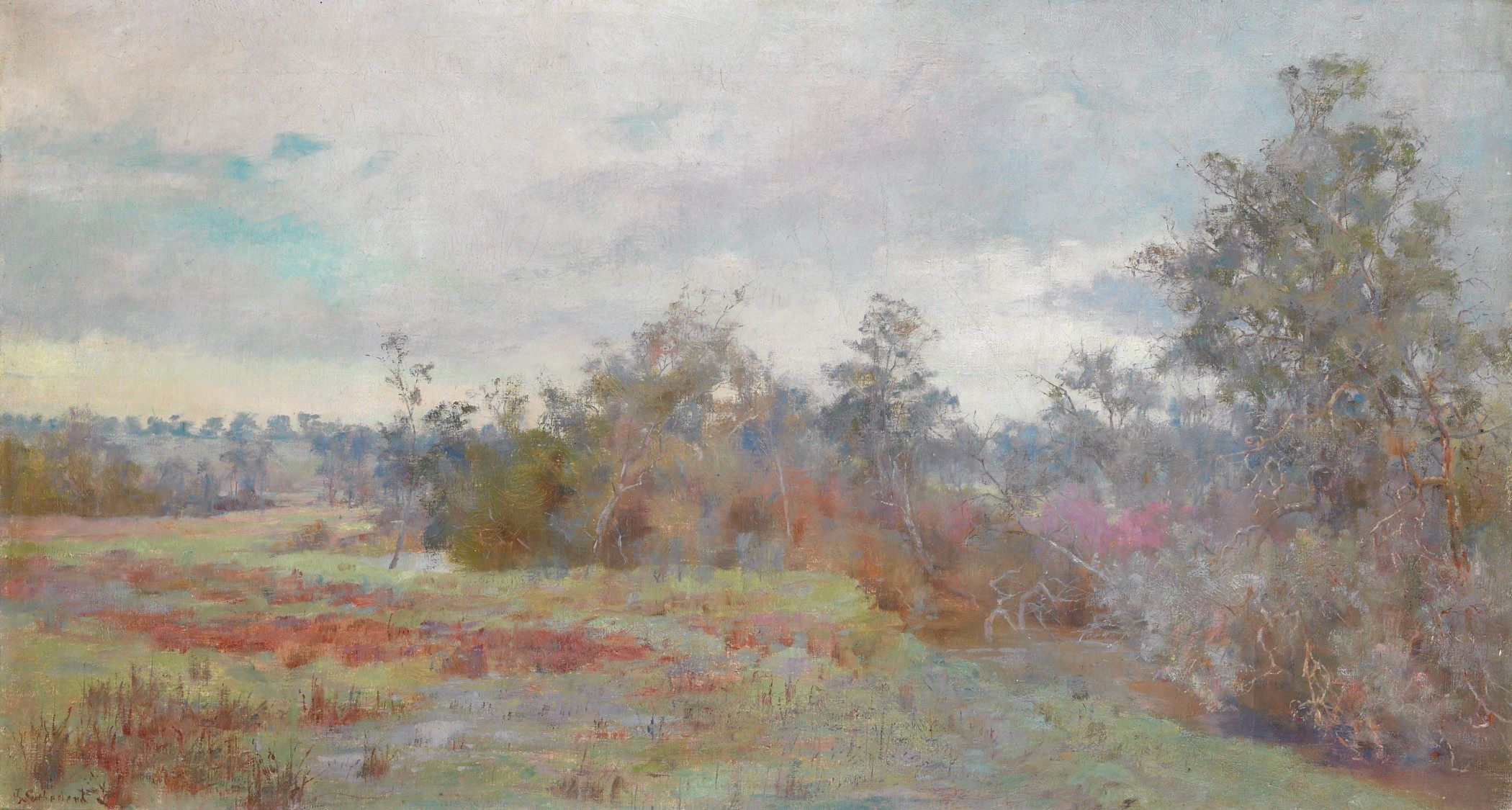
Po jesiennym deszczu, 1893, kolekcja prywatna
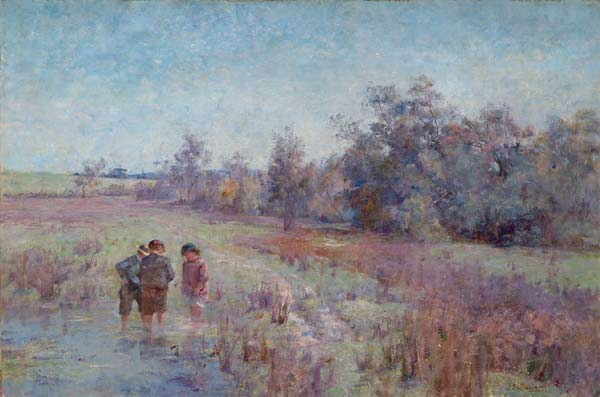
Polowi naturaliści, 1896, National Gallery of Victoria
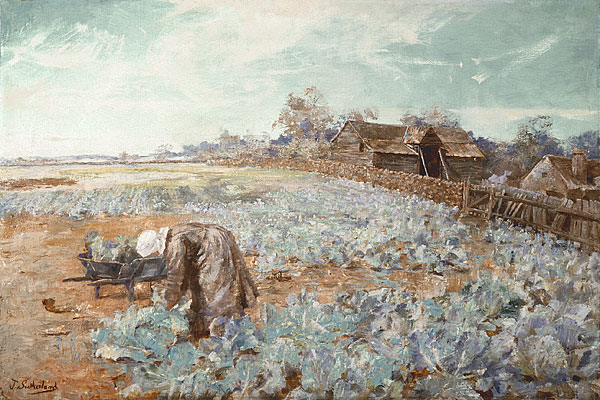
Ogród z kapustą, National Gallery of Australia